# Parabryophila
Parabryophila là một chi bướm đêm thuộc họ Noctuidae.